# Михаелис—Ментенина кинетика
Михаелис—Ментенова кинетика описује брзину ензимски катализованих реакција за многе ензиме. Има је добила по Леонору Михаелису и Мауду Ментену. Овај кинетички модел је валидан једино када је концентрација ензима доста мања од концентрације супстрата (што значи да је концентрација ензима лимитирајући фактор).

## Дефинисање константи
За одређивање максималне брзина ензимски катализованих реакција, концентрација супстрата се повећава док се не оствари константна брзина настајање продукта. Та брзина представља максималну брзину ензима. У овом стању, активна места на ензиму су засићена супстратом. Фактори који утичу на брзину ензимски катализованих реакција (као што су pH, температуре и др.) су такође подешени на оптималне вредности.

"Дијаграм брзине реакције или Михаелис-Ментен дијаграм."

## Реакциона брзина / 'V'
Брзина представља број реакција, које су катализоване ензимом, по секунди. Са повећањем концентрације супстрата [S], брзина реакције (која одговара константној концентрацији ензима) се асимптотски приближава максималној брзини Vmax, али је у ствари никада не достиже. Услед тога, не постоји [S] које одговара Vmax. Уместо тога, карактеристична вредност за ензим је дефинисана концентрацијом супстрата која одговара половини максималне брзине (Vmax/2). Ова KM вредност се назива Михаелис-Ментен константа.

## Михаелисова константа 'KM'
Пошто се концентрација супстрата која одговара max не може сасвим тачно експериментално измерити, ензими се карактеришу концентрацијом супстрата која одговара половини максималне брзине. Ова концентрација се назива Михаелис—Ментенина константа (KM) или Михаелис константа. Она репрезентује (за оне ензиме који прате једноставну Михаелис—Ментен кинетику) константу дисоцијације (афинитет супстрата) у ензим-супстрат (ES) комплексу. Ниска вредност Км показује да се (ES) комплекс доста стабилан и ретко дисосује без формирања продукта.
Напомена: KM се може користити за описивање афинитета ензима према супстрату када је k2 брзински ограничавајућа, тј. k2 << k1 и KM постаје k-1/k1. Често, k2 >> k1, или k2 и k1 су истог реда величине.

## Математичка формулација
Математичку формулацију Михаелис-Мантен кинетике су извели Бриџс и Халдејн. Добијена је на следећи начин:
Ензимска реакција је неповратна и продукт не денатурише ензим.
{\displaystyle E+S{\begin{matrix}k_{1}\\\longrightarrow \\\longleftarrow \\k_{-1}\end{matrix}}ES{\begin{matrix}k_{2}\\\longrightarrow \\\ \end{matrix}}E+P}

Због успостављања равнотежног стања:
{\displaystyle {\frac {d[ES]}{dt}}=k_{1}[E][S]-k_{-1}[ES]-k_{2}[ES]=0}
{\displaystyle [ES]={\frac {k_{1}[E][S]}{k_{-1}+k_{2}}}}

Дефинисањем нове константе:
{\displaystyle K_{m}={\frac {k_{-1}+k_{2}}{k_{1}}}}

Добијамо:
{\displaystyle [ES]={\frac {[E][S]}{K_{m}}}} (1)

Брзина реакције је:
{\displaystyle {\frac {d[P]}{dt}}=k_{2}[ES]} (2)

Укупна концентрација ензима је:
{\displaystyle [E_{0}]=[E]+[ES]}

Стога: 
{\displaystyle [E]=[E_{0}]-[ES]} (3)

Убацивање једначине (3) у једначину (1) даје:
{\displaystyle [ES]={\frac {([E_{0}]-[ES])[S]}{K_{m}}}}

Преуређење даје:
{\displaystyle [ES]{\frac {K_{m}}{[S]}}=[E_{0}]-[ES]}
{\displaystyle [ES](1+{\frac {K_{m}}{[S]}})=[E_{0}]}
{\displaystyle [ES]=[E_{0}]{\frac {1}{1+{\frac {K_{m}}{[S]}}}}} (4)

Убацивањем једначине (4) у једначину (2) и сређивањем добијамо:
{\displaystyle {\frac {d[P]}{dt}}=k_{2}[E_{0}]{\frac {[S]}{K_{m}+[S]}}=V_{max}{\frac {[S]}{K_{m}+[S]}}}

Ова једначина може експериментално бити анализирано са Лајнвивер-Бурк дијаграмом.
- E0 је укупна или почетна количина ензима. С обзиром да није могуће експериментално мерити количину ензим-супстрат комплекса током реакције, то израз за брзину реакције мора бити написан у зависности од почетне (укупне) количине ензима, што је позната величина.

- d[P]/dt или V0 или брзина реакције је брзина настајања продукта.

- k2[E0] или Vmax је максимална брзина реакције. k2 се често назива и kcat.

Уколико је [S] велико у поређењу са Km, [S]/(Km + [S]) тежи 1. Због тога је у овом случају, брзина формирања продукта једнака k2[E0].
Када је [S] једнако са Km, [S]/(Km + [S]) је једнако 0.5. У том случају, брзина настајања продукта је једнака половини максималне брзине (1/2 Vmax). Плотирањем V0 наспрам [S], може се лако одредити Vmax и Km. Треба имати на уму да то захтева серију експеримената са константним E0 при варирању конецентарције супстрата [S].

## Историја
Однос између концентрације супстрата и концентрације ензима су први установили 1913. године Леонор Михаелис и Мауд Ментен, пратећи раније радове Арчибалда Вивиан Хила.
Leonor Michaelis, Maud Menten (1913). Die Kinetik der Invertinwirkung, Biochem. Z. 49:333-369.
Математичку формулацију су извели Бриџс и Хајдејн.
G. E. Briggs and J. B. S. Haldane (1925) A note on the kinetics of enzyme action, Biochem. J., 19, 339-339.